# Мыс Алевина
Мыс Але́вина — мыс на севере Охотского моря на выходе из Тауйской губы в юго-западной части полуострова Кони. Крайняя южная точка Магаданской области.

## Название
Современное название по своей структуре может относиться к русской фамилии Алевин, но по историческим источникам это не подтверждается. Якоб Линденау в «Описании путешествия из Охотска до Ямского острога» в 1742 году называет его Олавинский мыс, что, возможно, является адаптацией корякского Оллавинаӈ. С учётом того, что диалект охотских коряков был «окающим», то по-общекорякски это будет Ыллавинаӈ, что означает «матушка», «большая мать», где ылла- — «мать» + увеличительный суффикс -инаӈ. Аналогичное название Ыллавинаӈ на керекском языке носит мыс Опукинский.

## География
Длинный и узкий мыс с плоской площадкой, на которой в 1959 году установлен бело-чёрный маяк. Маяк расположен на высоте 40,8 метра над уровнем моря в расстоянии 25 метров от береговой черты. Также на мысе действует метеостанция.
У мыса отмечены большие скопления ларги.

## Климат
| Показатель                    | Янв.  | Фев.  | Март  | Апр.  | Май   | Июнь | Июль | Авг. | Сен. | Окт.  | Нояб. | Дек.  | Год  |
| ----------------------------- | ----- | ----- | ----- | ----- | ----- | ---- | ---- | ---- | ---- | ----- | ----- | ----- | ---- |
| Абсолютный максимум, °C       | 5,5   | 7,1   | 6,9   | 7,3   | 17,0  | 21,5 | 26,1 | 26,1 | 18,6 | 12,3  | 6,9   | 7,4   | 26,1 |
| Средний суточный максимум, °C | −9,5  | −10   | −7,1  | –2,1  | 3,1   | 8,5  | 11,9 | 12,8 | 9,6  | 3,7   | –2,5  | –6,8  | 1,0  |
| Средняя температура, °C       | −12   | −12,8 | −10,1 | −4,6  | 0,7   | 5,5  | 9,1  | 10,1 | 7,2  | 1,5   | –4,8  | −9    | –1,6 |
| Средний суточный минимум, °C  | −14,7 | −15,6 | −12,9 | −7,1  | −1,3  | 3,1  | 6,9  | 7,8  | 5,0  | –0,7  | –7,2  | −11,6 | –4,0 |
| Абсолютный минимум, °C        | −28,7 | −29,6 | −26,6 | −20,9 | −11,7 | −3,1 | 1,5  | −1,1 | –3,9 | −16,1 | −23,5 | −30   | −30  |
| Норма осадков, мм             | 21    | 16    | 22    | 16    | 20    | 31   | 48   | 76   | 66   | 65    | 46    | 34    | 460  |
| Источник: Погода и климат     |       |       |       |       |       |      |      |      |      |       |       |       |      |

## История
Древнекорякское поселение. На северной стороне мыса в возвышенной тундре севернее озера в 1946 году Алексеем Окладниковым обнаружены остатки девяти полуподземных жилищ — высоких холмов с углублением посредине. Собранный материал — каменные и костяные орудия — одновременен материалу поселения Атарган.
Американские китобойные суда охотились на гренландских и серых китов у берегов мыса в 1852—1866 годах. 12 июля 1851 года на скалах примерно в двух милях к востоку от мыса во время тумана потерпел крушение 339-тонный американский корабль «Хокуа». Его экипаж был найден на берегу двумя неделями позже кораблём «Кантон», который также спас часть китового жира, оставшегося на борту затонувшего судна.